# Solaris Volume Manager
Solaris Volume Manager (SVM; originalmente conocido como Online: DiskSuite, y luego como Solstice DiskSuite) es un paquete de software para crear, modificar y controlar volúmenes RAID-0 (concatenación y bandas), volúmenes RAID-1 (espejo), volúmenes RAID 0+1, volúmenes RAID 1+0, volúmenes RAID-5, y particiones software.
La versión 1.0 de Online: DiskSuite fue lanzada como un añadido para SunOS a finales de 1991; el producto ha sufrido mejoras significativas a lo largo de los años. SVM ha sido incluido formando parte del Solaris Operating System desde que la versión 8 fuera lanzada en febrero de 2000.
SVM es similar en funcionalidad a posteriores paquetes gestores de volumen como FreeBSD & vinum, permitiendo metadevices (discos virtuales) que se concatenan, parten en bandas (striped) o se duplican en espejo (mirrored) junto a discos físicos. También soporta particionado software, discos de reserva dinámicos, y crecimiento de metadispositivos. Los mirror soportan DRL (log de región sucia) llamadas zonas resync en DiskSuite y log para RAID-5.
El sistema de archivos ZFS, añadido en Solaris 10 versión 6/06, tiene integradas las capacidades para gestión de volúmenes, pero SVM continúa siendo incluido con Solaris para su uso con otros sistemas de ficheros.